# Máriássy Judit
Máriássy Judit (született Hoffmann Judit, névvariáns: Fejér Judit Budapest, 1924. június 18. – Budapest, 1986. november 23.) József Attila-díjas és Rózsa Ferenc-díjas magyar újságíró, forgatókönyvíró,

## Élete
Apja Hoffmann Árpád (1899–1945) lapszerkesztő, politikus, a Magyarországi Szociáldemokrata Párt baloldali csoportjához tartozott. 1935 és 1938 között Reményi Árpád néven a Világirodalmi Szemle című kritikai folyóirat felelős szerkesztője volt. 1943-ban a németek a második feleségével, Ács Magdolnával (1909–1944) együtt elhurcolták. A deportálásból egyikük sem tért vissza. Árpádot pár nappal a mauthauseni koncentrációs tábor felszabadítása előtt ölték meg.
Hat gimnáziumi osztályt végzett. 1940 és 1945 között a VI. kerületi Jókai utcában lakott, s Budapesten érte meg a felszabadulást. Kezdetben Nagybányán dolgozott újságíróként. 1947–1951 között a Magyar–Szovjet Baráti Társaság osztályvezetője lett. 1952–1956 között az Irodalmi Újság munkatársa. Első férje Fejér Tamás filmrendező volt, korábbi írásai Fejér Judit néven jelentek meg. Második férje Máriássy Félix filmrendező, akivel első közös munkájuk Radványi Géza: Valahol Európában című filmjének forgatókönyve volt. Innentől kezdve több filmet készítettek, amelyeknek forgatókönyvírója Máriássy Judit, rendezője Máriássy Félix volt. Filmforgatókönyv-íróként a morális problémákat az újságíró éleslátásával fogalmazta meg. A hatvanas évektől folyamatosan közölt televíziós kritikákat a Film Színház Muzsikában. Publikációi megjelentek az Élet és Irodalomban is. Az 1980-as években rendszeresen a Magyar Rádióban olvasta fel filmkritikáit, jegyzeteit.

### Magánélete
Első férje Fejér Tamás filmrendező volt. Második férjétől, Máriássy Félix filmrendezőtől születtek ikergyermekei: Máriássy Katalin (1952. április 15. –  1965. május 3.) és Máriássy Ferenc, operatőr (1952. április 15. – 1990. július 28.)

## Filmjei
- Valahol Európában (1947)
- Kis Katalin házassága (1950)
- Egy pikoló világos (1955)
- Külvárosi legenda (1957)
- Álmatlan évek (1959)
- Fapados szerelem (1960)
- Hosszú az út hazáig (1960)
- Próbaút (1961)
- Nem ér a nevem! (1961)
- Pirosbetűs hétköznapok (1962)
- Karambol (1964)
- Imposztorok (1969)
- Jelbeszéd (1974)
- Circus Maximus (1980)
- Történetek a magyar filmről (1982)
- Emberek (1984)

## Televíziós munkáiból
- Ólombetűs vallomások – Máriássy Judit (dokumentum, 1977)
- Nagy Anna, kis Anna (1982)

## Kötetei
- Imposztorok. Forgatókönyv; dramaturg Ember Marianne, operatőr Illés György, rend. Máriássy Félix, bev. Máriássy Judit: Az erőszak természetrajza; Magvető, Budapest, 1970 (Ötlettől a filmig)
- Haza és emberiség. A magyar írók és művészek találkozója Szentendrén 1977 májusában; szerk. Máriássy Judit; Országos Béketanács, Budapest, 1977

## Díjai, elismerései
- József Attila-díj (1951)
- Szocialista Kultúráért (1956)
- Munka Érdemrend arany fokozata (1968)
- Rózsa Ferenc-díj (1983)
- Színikritikusok díja (1984)